# Bibliothèque capitulaire de Constance

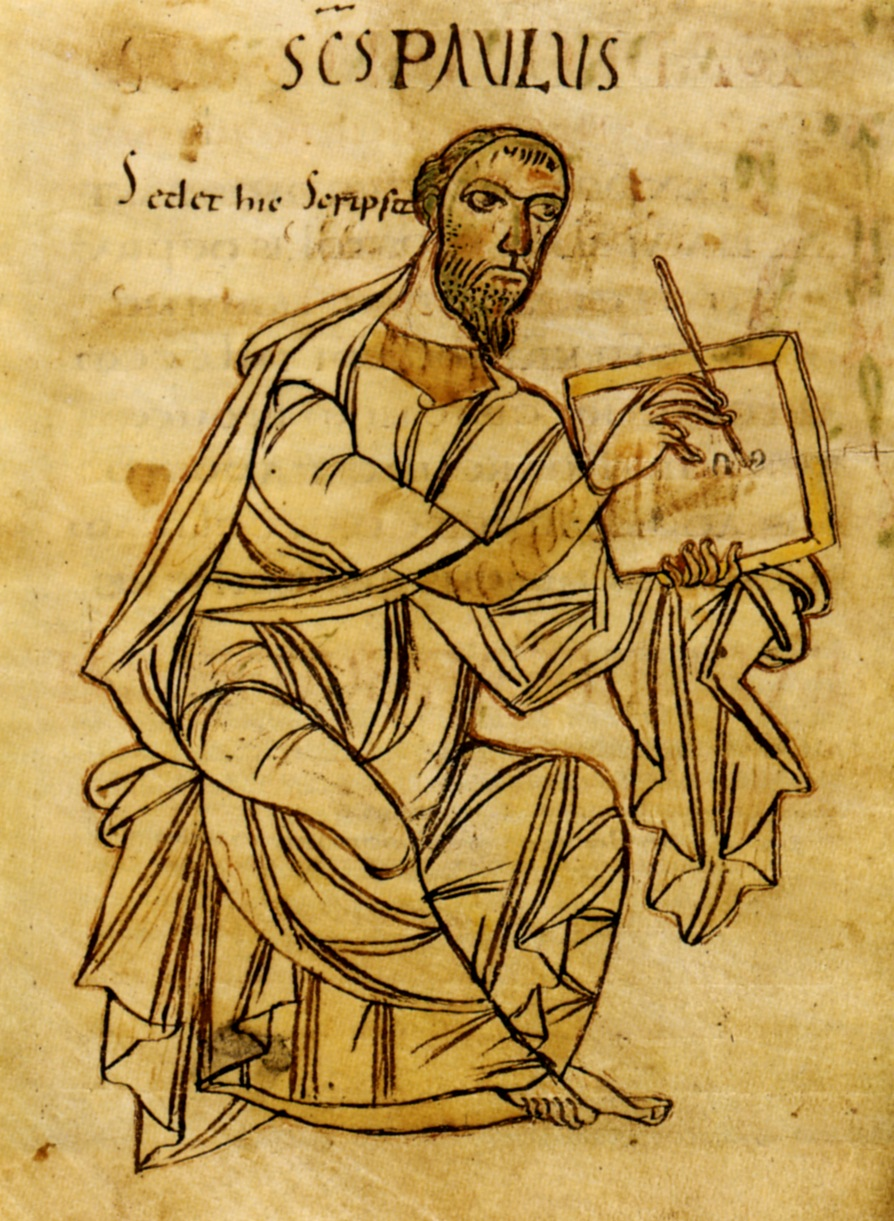
L’apôtre Paul, codex de la bibliothèque capitulaire de Constance.

La bibliothèque capitulaire de Constance était à l'origine la bibliothèque des évêques de Constance et du chapitre cathédral. Cette collection de livres est aujourd'hui dispersée entre plusieurs bibliothèques européennes. Parmi les ouvrages qui y ont été conservés, on compte de nombreux manuscrits composés dans la région du Lac de Constance depuis les VIIIe et IXe siècles jusqu'au Moyen Âge tardif et à la Renaissance.

## Histoire
La bibliothèque capitulaire de Constance voit le jour dès le VIe siècle. On a identifié 45 manuscrits du haut Moyen Âge qui y étaient conservés. À cette époque, cette bibliothèque était assurément plus modeste que celle de l’abbaye de Reichenau et ses 400 manuscrits documentés, mais elle est réputée comme représentative des collections de livres du temps. Elle s'approvisionnait surtout auprès des scriptoriums de l’Abbaye de Saint-Gall et de l’Abbaye de Reichenau, la cathédrale et les abbayes se prêtant mutuellement des manuscrits. Les autres manuscrits venaient des abbayes de Corvey, d’Echternach, de Weingarten et de Saint-Blaise. Même la cathédrale finit par se doter au XIe siècle de son propre scriptorium, mais sa production s'interrompit vers la fin du XIIe siècle.
La bibliothèque était un outil de travail pour les évêques et le chapitre canonial ; au XIe siècle elle était mise à disposition de l’École de cathédrale. Les gloses marginales érudites qui couvrent de nombreux manuscrits datent pour l'essentiel de la période de la Querelle des investitures.
À partir du XIIIe siècle, la collection s'enrichit des manuscrits de grands scriptoriums de toute l'Europe, entre autres ceux des Cisterciens et de l’Université de Paris. Ainsi un catalogue de 1343 répertorie presque 200 manuscrits à Constance. Son contenu s'accrut encore davantage au XIVe siècle par des donations : ainsi vers 1470 le canoniste érudit Jakob Grimm fit-il don de 8 et 15 volumes tirés de sa bibliothèque ; le théologien Johannes Crutzlinger transmit en 1506 ses livres de droit, de théologien et de belles-lettres classiques.

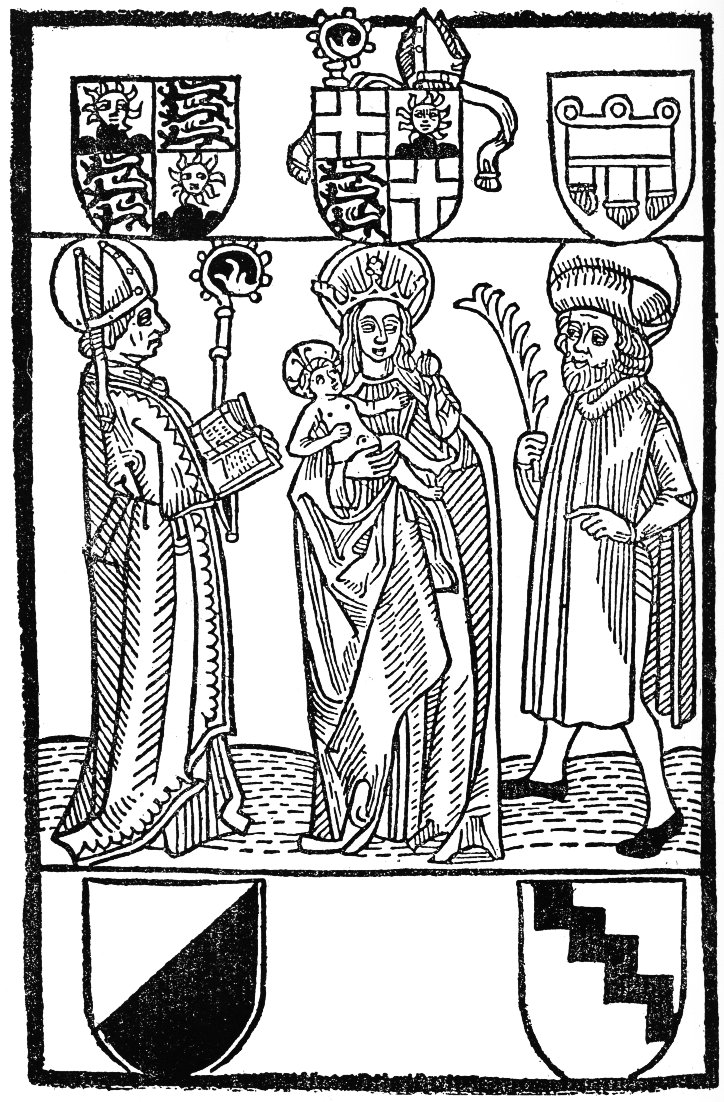
Frontispice gravé de l'édition imprimée du Rituale Constantiense (vers 1482).

Jusque vers 1450 la bibliothèque occupait toute une pièce (la future salle capitulaire) du premier étage du cloître de l’abbaye de Constance, puis elle fut transférée à l’économat (Stauf) au sud du cloître. On répara la reliure de plusieurs manuscrits avec du cuir de couleur claire au XVe siècle, pour les enchaîner à un lutrin. Ces volumes proviennent le plus souvent de la bibliothèque de la cathédrale.
Dès 1474, les autorités de l'évêché surent reconnaître la valeur de l’imprimerie et elles ordonnèrent l'impression de livres de liturgie, dont le premier livre de messe jamais imprimé. L'évêque et le chapitre commencèrent à passer des commandes aux imprimeurs d’Augsbourg, de Strasbourg et de Bâle. Il y eut peut-être même un imprimeur à Constance dès 1475-76 ; mais la première imprimerie de la ville n'est vraiment attestée qu'en 1505. Outre des livres de messe et des bréviaires, on y imprimait les rituels, calendriers puis par la suite des livres de chant destinés aux laïcs de l'évêché.
Parmi les plus célèbres visiteurs de la Bibliothèque, il y eut Érasme de Rotterdam alors résident de Bâle, puis au début du XVIIe siècle l'érudit suisse Melchior Goldast.
Le service de la bibliothèque fut négligé à l'époque de la Réforme, et la collection se détériora. Puis lorsque vint la recatholisation de la ville en 1549, le manque d'argent retarda les travaux de restauration. Finalement les quelque 900 volumes furent revendus en 1630 à l'abbaye de Weingarten pour 300 florins : il y avait là 159 manuscrits sur parchemin et 172 sur papier ainsi qu'environ 570 volumes imprimés. À la suite de cette vente, Constance ne conservait plus que vingt ouvrages. Le reste des écrits connut le même destin que la bibliothèque de l'abbaye de Weingarten.

## Dispersion de la collection
Lors de la Sécularisation, la bibliothèque de Weingarten passa d'abord à la Maison de Hesse-Orange-Nassau, ce qui explique pourquoi on trouve aujourd'hui quelques volumes épars dans les bibliothèques régionales de Fulda (59 manuscrits) et de Darmstadt.
La plus grade partie des collections de la bibliothèque de Weingarten échurent en 1806 au Royaume de Wurtemberg et fut transférée en 1810 dans la Königliche Handbibliothek (aujourd'hui bibliothèque régionale du Wurtemberg) à Stuttgart.
Des quelques rares volumes demeurés à Constance, quelques-uns purent être rachetés par le bibliophile Joseph von Laßberg à un antiquaire, dont le catalogue de la Bibliothèque de 1343. À la mort de Laßberg en 1855, ils furent rachetés par la Bibliothèque des princes de Fürstenberg à Donaueschingen. Trois codex et un fragment de l'édition Vetus-Latina de la Bible furent mis aux enchères en 1982 par Sotheby's. Les derniers manuscrits de la Bibliothèque des princes de Fürstenberg furent rachetés en 1993 par le Land de Bade-Wurtemberg. Ainsi les manuscrits de Constance sont-ils à présents conservés bibliothèque régionale du Wurtemberg (Württembergische Landesbibliothek).
Quelques manuscrits et incunables sont conservés à la Bibliothèque cantonale thurgovienne à Frauenfeld, à la bibliothèque universitaire de Fribourg, celle de Gießen, à la British Library et à l’Abbaye Saint-Paul du Lavanttal.

## Quelques joyaux de la bibliothèque

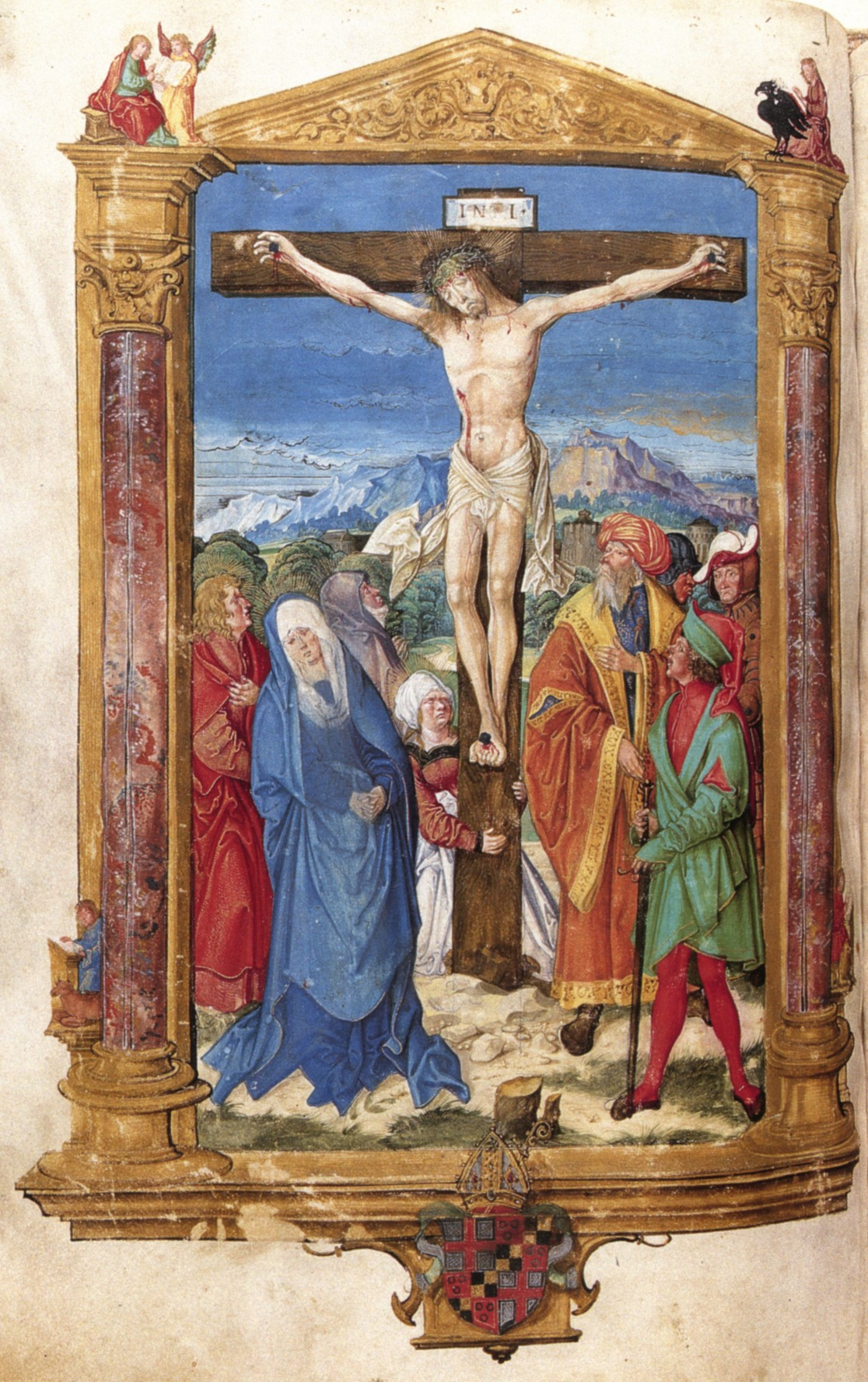
Crucifixion extraite du missel de Hugo von Hohenlandenberg (vers 1500).

La bibliothèque était surtout réputée pour ses ouvrages de théologie, d’Exégèse biblique, d’écrits des Pères de l'Église et ses hagiographies. Puis venaient les ouvrages de droit canon. Il y avait aussi des traités de Philosophie, d’Astronomie et de Mathématiques destinés à l'instruction des écoliers et des chanoines.
Les volumes naguère conservés à Constance, lorsqu'ils n'étaient pas cités dans le catalogue de 1343, pouvaient se reconnaître à leur reliure ou à leur datation. Parmi les plus précieux de ces ouvrages, on trouve (les références renvoient, sauf précision contraire, au répertoire des manuscrits de la bibliothèque régionale du Wurtemberg):
- Fragments d'un codex de la version Vetus Latina de la Bible (Haute-Italie ou Afrique du Nord, IVe - Ve siècle; Cod. fragm. 100), déchirés puis revendus comme cartonnage et réutilisés pour fabriquer la couverture de manuscrits au XVe siècle.
- la bible manuscrite de Théodulf d'Orléans (Orléans, VIIIe siècle; HB II 16)
- un recueil d'évangiles du (IXe siècle, Epiphanius latinus ; HB VII 4)
- la plus ancienne hagiographie connue de St Willibrord, composée par Alcuin (premier tiers du IXe siècle ; HB XIV 1)
- la « Bible d’Alcuin » (vers 830; HB II 40)
- Épîtres de Paul (abbaye de Saint-Gall, vers 820; HB II 54)
- un Sacramentaire (abbaye de Reichenau, fin du IXe siècle; Cod. Don. 191)
- la Chronique universelle d’Eusèbe de Césarée (Xe siècle ; HB V 18)
- hymnaire de Weingarten (Constance (?) entre 1310 et 1320; HB XIII 1); le séjour de ce manuscrit profane à la bibliothèque capitulaire n’est pas assuré.
- Chronique de la ville de Constance, de Gebhard Dacher (Constance avant 1470; HB V 22)
- Éléments d'Euclide (vers 1470; HB XI 24)
- Albert le Grand: Summa theologiæ (Italie, daté de 1470; HB III 29)
- Augustin Tünger: Facetiæ Latinæ et Germanicæ (Constance 1486; HB V 24a)
- Missel en quatre tomes de l'évêque Hugo von Hohenlandenberg (vers 1500; Archives archiépiscopales de Fribourg-en-Brisgau, Da 42, 2-4): ce missel richement enluminé passe pour l'ouvrage le plus coûteux de la Renaissance. Il survécut aux troubles de la Reforme comme bien personnel de l’évêque. Le premier volume fut démembré en 1832 et vendu à la page. C'est l'un des chefs-d'œuvre de l’art de l’enluminure en Souabe.

Répartition chronologique des codex de Constance :
| Siècle            | Effectif | Siècle              | Effectif |
| ----------------- | -------- | ------------------- | -------- |
| VIIIe siècle      | 2        | XIIe - XIIIe siècle | 7        |
| IXe siècle        | 38       | XIIIe siècle        | 7        |
| IXe - Xe siècle   | 9        | XIIIe - XIVe siècle | 17       |
| Xe siècle         | 5        | XIVe siècle         | 31       |
| Xe - XIe siècle   | 3        | XIVe - XVe siècle   | 8        |
| XIe siècle        | 14       | XVe siècle          | 51       |
| XIe - XIIe siècle | 1        | XVe - XVIe siècle   | 1        |
| XIIe siècle       | 4        | XVIe siècle         | 1        |

## Voir également
- (de) Cet article est partiellement ou en totalité issu de l’article de Wikipédia en allemand intitulé « Dombibliothek Konstanz » (voir la liste des auteurs).
- Éditions anciennes du catalogue de 1343 réédité dans les Mittelalterlichen Bibliothekskatalogen, Serapeum, 1840
- Catalogue en ligne de la collection des manuscrits de la Bibliothèque régionale du Wurtemberg
- Les manuscrits de la Bibliothèque de Constance conservés à Fulda
- Bibliographie sur les manuscrits de Weingarten  conservés à la Bibliothèque régionale du Wurtemberg